# Cocobolo (band)
Cocobolo is een Nederlandse band bestaande uit Erik Bandt (gitaar), Hilde Luytjes (basgitaar) en Ties Voskamp (drums).

## Geschiedenis
De band brengt sinds mei 2023 muziek uit, met Appaloosa als eerste single. De muziek die zij maken is een kruising tussen surfrock en funk, met effecten uit de groovegeoriënteerde-, retro- en psychedelische muziek, en is grotendeels instrumentaal. De band bracht hun eerste ep Songs for Bad Dancers uit in september 2023. In zowel 2022 als 2023 trad de band op bij Popronde. In 2024 trad de band op bij festivals als ESNS, Oerol, Into The Great Wide Open en Valkhof festival. In september 2024 kwam hun debuutalbum Consider It Done uit bij V2 Records.

## Discografie

### Albums
- Consider It Done (2024)

### Ep's
- Songs for Bad Dancers (2023)

### Singles
- Appaloosa (2023)
- Naga Damai (2023)
- Dagregen (2023)
- Naga Damai / Appaloosa (2024)
- Elderflower (2024)
- PPP (2024)
- Of Course (2024)
- Oh I Can't (2024)